# Abd
Abd (arabisk: عبد) er det arabiske ord for en, der er underordnet andre og er ubetinget underdanig, eksempelvis en tjener eller slave.
Ordet forekommer hyppig som led i arabiske navne, sammensatte med ordet Allah eller med et af Guds 99 hellige tilnavne, f.eks. Abd-Allah (el. Abdullah = Guds slave el. Guds tjener el. Guds tilbeder), Abd-ul-Hamid (den lovpristes tjener), Abd-ur-Rahman (den barmhjertiges tjener) osv.
| Sprog | Spire Denne artikel om sprog er en spire som bør udbygges. Du er velkommen til at hjælpe Wikipedia ved at udvide den. |